# Square de Robiac
Square de Robiac är en återvändsgata i Quartier du Gros-Caillou i Paris sjunde arrondissement. Gatan är uppkallad efter kommunen Robiac i departementet Gard. Square de Robiac börjar vid Rue de Grenelle 192.

## Omgivningar
- Saint-Louis-des-Invalides
- Saint-Pierre-du-Gros-Caillou
- Place Salvador-Allende
- Passage de l'Union

## Bilder
| - Gatuskylt. - Saint-Louis-des-Invalides. - Saint-Pierre-du-Gros-Caillou. - Passage de l'Union. |

## Kommunikationer
- Tunnelbana – linje  – La Tour-Maubourg
- Tunnelbana – linje  – École Militaire
- Busshållplats Bosquet – Saint-Dominique – Paris bussnät

### Webbkällor
- ”Square de Robiac”. Mairie de Paris. https://web.archive.org/web/20160303220703/http://www.v2asp.paris.fr/commun/v2asp/v2/nomenclature_voies/Voieactu/8252.nom.htm. Läst 31 oktober 2023.
- ”Square de Robiac (7ème arrondissement)”. Les rues de Paris. https://web.archive.org/web/20160409060239/http://www.parisrues.com/rues07/paris-07-square-de-robiac.html. Läst 31 oktober 2023.